# Скупштина у Крагујевцу (1831)
Скупштина у Крагујевцу је одржана 26 — 28. августа 1831.

## Народна скупштина 1831. године
Питање присаједињења Србији области којим је она требало да добије све оне крајеве и границе које је имала под Карађорђем, и питање исељења Турака који су ce још увек задржавали y Србији и нису хтели да ce селе, Турци су настојали да што више одуговлаче. Не могући више да трпи то затезање, Кнез Милош нашао је за потребно да, једним скупштинсмим актом, подсети Порту иа њене обавезе.
Скупштина je, ради тога, заказана за 26. август 1831. y Крагујевцу. Милош је и овом приликом држао слово с намером да старешине и скупштинаре упозна са стањем ствари. Сутрадан, 27. августа, скупштина је Кнезу Милошу поднела један акт y коме је изјавила своје велико незадовољство ради неиспуњавања тих најглавнијих тачака хатишерифа. По томе је изабрана једна скупштанска делегација која је отишла y Београд да везиру преда тај скупштински акт, и усмено му изрази народно незадовољство.